# Arena Coliseu Mateus Aquino
A Arena Coliseu Mateus Aquino, também conhecido como Coliseu do Sertão, é um estádio brasileiro de futebol localizado na entrada da zona urbana de Alto Santo, município cearense situado na microrregião do Baixo Jaguaribe, a 243 quilômetros de Fortaleza. Ganhou fama nacional e até internacional pela estrutura peculiar e pela polêmica em torno da construção.

## Obra
Inspirado no Coliseu romano, a construção iniciou-se em 2009 e custou cerca de R$ 1,3 milhão, sendo concedido R$ 827,5 mil pelo Ministério do Esporte. Foi planejado para ter capacidade de 20 mil pessoas, mas acabou apenas com 5 mil.

## Inauguração
A primeira partida oficial no Coliseu foi em 9 de agosto, entre o Alto Santo Esporte Clube e o União de Brejo Santo, pela estreia do Campeonato Cearense de Futebol da Terceira Divisão de 2015. O público foi de apenas 900 pessoas, apesar do ingresso ter sido vendido pelo baixo custo de 5 reais. Os donos da casa venceram de 1 a 0 com gol de Valdison, aos 20 minutos do segundo tempo.

## Polêmica
Apesar do clima semiárido da região e da longa seca na época, um açude foi aterrado para a construção do estádio. O gramado foi a primeira parte concluída, passando seis anos inutilizado, apenas gerando gastos com irrigação, adubação e podagem.
No início das obras o clube da cidade encontrava-se inativo por causa de dívidas, o que fez crescer a dúvida sobre a necessidade de um estádio. Então, as autoridades locais reativaram o Alto Santo Esporte Clube no ano da inauguração.
No projeto o estádio deveria comportar 20 mil espectadores, número maior do que a população do município (16 mil, na época). Porém foi concluído com apenas 5 mil de capacidade. Mas a prefeitura promete concluir os outros 15 mil, o que resultará em mais gastos desnecessários.